# Atyria eion
Atyria eion là một loài bướm đêm trong họ Geometridae.